# Адамс, Лайонел Расакович
Лайонел Расакович Адамс (род. 9 августа 1994, Санкт-Петербург) — российский футболист, защитник.

## Карьера
Воспитанник ДЮСШ ЦСКА. В 18 лет попал в дублирующий состав армейцев. Привлекался в юношеские сборные страны. За два сезона не смог пробиться в основу ЦСКА. В 2014 году играл за клуб ФНЛ «Енисей». В основной состав красноярцев пробиться также не смог и вскоре был отдан в аренду тверской «Волге». За неё Адамс провел в первенстве страны 5 игр и запомнился тем, что выйдя на замену в гостевой игре против ивановского «Текстильщика», был удален с поля за два предупреждения.
Летом 2015 года Лайонел Адамс вернулся в ФНЛ и на правах свободного агента подписал контракт с «КАМАЗом» за который провел только 2 игры. Зимой 2016 года перешёл в один из ведущих футбольных клубов Армении «Бананц».
В составе сборной России участвовал в летней Универсиаде 2017 года.
В феврале 2019 года перешёл в футбольный клуб «Ислочь», подписав двухлетний контракт. Сыграл в сезоне 22 матча, однако результативными действиями не отметился. После завершения чемпионата с защитником был расторгнут контракт по соглашению сторон.
В июне 2022 года расширил свою легионерскую географию и подписал контракт с командой «Будучност» из Черногории.

## Семья
Отец нигериец, мать — русская. Старший брат Люкман — российский легкоатлет.